# Lúčky, Ružomberok
Lúčky este o comună slovacă, aflată în districtul Ružomberok din regiunea Žilina. Localitatea se află la altitudinea de 596 m deasupra n.m., se întinde pe o suprafață de 21,85 km2 și în 2017 număra 1.779 de locuitori. Se învecinează cu Kalameny, Turík și Valaská Dubová.
Localitatea este înfrățită cu Úvalno⁠(d).

## Istoric
Localitatea Lúčky este atestată documentar din 1266.

## Demografie
| An:                | 1994 | 2004   | 2014   | 2024    |
| ------------------ | ---- | ------ | ------ | ------- |
| Număr de persoane: | 1720 | 1736   | 1818   | 1576    |
| Diferență:         |      | +0,93% | +4,72% | −13,31% |

| An:                | 2023 | 2024   |
| ------------------ | ---- | ------ |
| Număr de persoane: | 1597 | 1576   |
| Diferență:         |      | −1,31% |